# Bruno Gouery

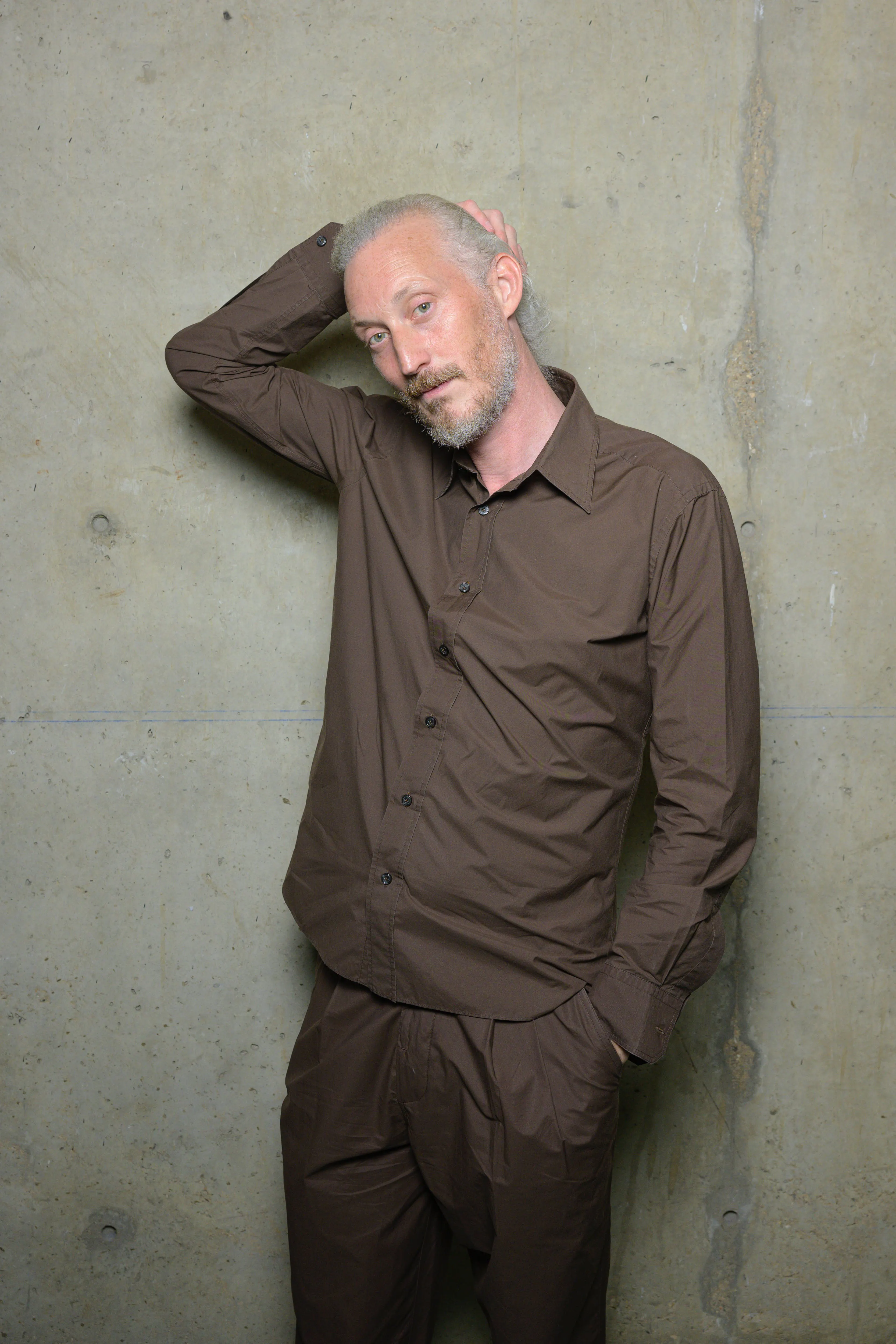
Bruno Gouery (2023)

Bruno Gouery (* 1975) ist ein französischer Schauspieler.

## Leben
Bruno Gouery wurde als Sohn einer Italienerin geboren, sein Universitätsstudium absolvierte er in Mailand. Er arbeitete mit einer Reihe italienischer Regisseure wie Sergio Castellitto, Sydney Sibilia, Edoardo De Angelis und Alessandro Siani zusammen. Neben Französisch spricht er Italienisch als Muttersprache.
Von 2011 bis 2015 verkörperte er in der französischen Adaption der Serie Doc Martin des Senders TF1 die Rolle des Romaric Groslay. Seit 2020 ist er in der Netflix-Serie Emily in Paris mit Lily Collins und Philippine Leroy-Beaulieu als Luc zu sehen. Im Rahmen der Screen Actors Guild Awards 2023 wurde er mit dem Ensemble von The White Lotus in der Kategorie Bestes Schauspielensemble in einer Dramaserie ausgezeichnet. Gouery spielte darin in der zweiten Staffel die Rolle des Didier.
2023 stand er für Dreharbeiten zum Netflix-Abenteuer-Fantasy-Film Die Werwölfe von Düsterwald mit Jean Reno und Franck Dubosc basierend auf dem gleichnamigen Gesellschaftsspiel vor der Kamera. In der im September 2024 beim San Sebastian International Film Festival uraufgeführten Filmbiografie Modi von Johnny Depp über Amedeo Modigliani übernahm er die Rolle des Malers Maurice Utrillo.
In den deutschsprachigen Fassungen wurde er unter anderem von Michael Gugel in Emily in Paris, von Harald Effenberg in Ein Glücksfall, von Rainer Fritzsche in Tenor: Eine Stimme – zwei Welten sowie von Tim Knauer in Die Tage unter Null synchronisiert.

## Filmografie (Auswahl)
- 2010: Astromaniak (Fernsehkurzfilm)
- 2011–2015: Doc Martin (Fernsehserie, 26 Episoden)
- 2014: C'est pas ce que vous croyez (Kurzfilm)
- 2014: Des lendemains qui chantent
- 2015: Die Tage unter Null (Les heures souterraines, Fernsehfilm)
- 2017: Marie-Francine
- 2017: The New Adventures of Cinderella (Les nouvelles aventures de Cendrillon)
- 2017–2019: Alphonse Président (Fernsehserie, 18 Episoden)
- 2019: Mais vous êtes fous
- 2019: Double je (Fernsehserie, acht Episoden)
- 2019: Place des Victoires
- 2019: Platane (Fernsehserie, zwei Episoden)
- 2020: Le bonheur des uns...
- 2020: Zaï Zaï Zaï Zaï
- 2020: Die unglaubliche Geschichte der Roseninsel (L’incredibile storia dell’Isola delle Rose)
- seit 2020: Emily in Paris (Fernsehserie)
- 2021: Il materiale emotivo
- 2021: The White Lotus (Fernsehserie, fünf Episoden)
- 2022: Tenor: Eine Stimme – zwei Welten (Tenor)
- 2022: Fratè
- 2023: Tramite amicizia
- 2023: Les rois de la piste
- 2023: Adieu Chérie – Trennung auf Französisch (Adieu Chérie)
- 2023: Ein Glücksfall (Coup de chance)
- 2024: 2 Win
- 2024: Le détective
- 2024: Modi
- 2024: Die Werwölfe von Düsterwald (Loups-garous)
- 2024: Race for Glory: Audi vs. Lancia (Race to Glory: Audi vs Lancia)

## Auszeichnungen(Auswahl)
Screen Actors Guild Awards 2023
- Auszeichnung in der Kategorie Bestes Schauspielensemble in einer Dramaserie für The White Lotus[5]